# きっともう恋にはならない
「きっともう恋にはならない」（きっともうこいにはならない）は、竹井詩織里の7枚目のシングル。CDコードはGZCA-4077。

## 概要
アコースティックサウンドとボサノヴァの融合を図った楽曲。製作初期、この曲はサンバのアレンジを予定していた。
アルバム『Diary』の位置付けでは8月をテーマにした曲である。

## 収録曲
1. きっともう恋にはならない
  - 作詞：AZUKI七／作曲：大野愛果／編曲：小林哲
  - テレビ東京系『JAPAN COUNTDOWN』エンディングテーマ
2. 潮騒レター
  - 作詞：竹井詩織里／作曲：桂花／編曲：麻井寛史
3. 蜜月 - live - THURSDAY LIVE at hills bread factory '06.4.20 -
  - 作詞：竹井詩織里／作曲：高森健太／編曲：増崎孝司
4. きっともう恋にはならない（Less Vocal）

## 参加ミュージシャン
1. きっともう恋にはならない
  - Guitar：大賀好修
  - Percussion：車谷啓介
  - Organ：大楠雄蔵
  - Male vox（コーラス）：キシモトソウタ
2. 潮騒レター
  - Guitar：箸尾哲哉（NAKEDGRUN）
  - Bass：麻井寛史
  - Organ：大楠雄蔵
3. 蜜月 - live - THURSDAY LIVE at hills bread factory '06.4.20 -
  - Guitar：増崎孝司（DIMENSION）、古賀和憲
  - Drums：亀井俊和
  - Bass：麻井寛史
  - Keyboard：石橋創
  - Female Vox（コーラス）：岡崎雪

## 収録アルバム
- Diary
- 竹井詩織里 ベスト

## 参考資料
- 「竹井詩織里 ベスト」SPECIAL SITE内のライナーノーツ